# كريستين بيرنز
كريستين بيرنز (بالإنجليزية: Christine Burns)‏ الحائزة على رتبة الإمبراطورية البريطانية (ولدت في فبراير عام 1954)، ناشطة سياسية بريطانية اشتهرت بعملها مع «ضغط من أجل التغيير» ومؤخرا كمستشارة صحية معترف بها دوليًا. حصلت بيرنز على رتبة الإمبراطورية البريطانية في عام 2005، تقديراً لعملها الذي يمثل الأشخاص مغايري الهوية الجندرية. احتلت المرتبة 35 في القائمة الوردية السنوية لصحيفة ذي إندبندنت أون سانداي للمثليات والمثليين ومزدوجي الميول الجنسية ومغايري الهوية الجندرية المؤثرين في المملكة المتحدة. 

## الحياة المهنية
ولدت بيرنز في ريدبريدج من مقاطعات لندن، وارتادت جامعة مانشستر، وحصلت على مرتبة الشرف من الدرجة الأولى في علوم الكمبيوتر في عام 1975 ودرجة الماجستير في عام 1977. اختارت عدم الكشف عن تاريخها كعابرة لزملائها، خلال فترة عملها كمستشارة لتكنولوجيا المعلومات في المدينة وناشطة من حزب المحافظين. أعلنت بيرنز مثليتها أمام قيادة حزب المحافظين المحلي في عام 1995، من أجل القيام بحملة أكثر علنية، لكن الصحف البريطانية الصغيرة اختارت تجاهلها لأنها «عادية للغاية». قالت مازحة حول تغير نظرتها عن نفسها كناشطة عابرة جنسيًا، عند تذكرها لتلك الحقبة: «أدركت أن شيئًا ما قد تغير في عام 1997، عندما أدركت أنه من المحرج أكثر أن أعترف بأنني محافظة من أن أكون امرأة عابرة».

## ضغط من أجل التغيير
تشكلت مجموعة ضغط من أجل التغيير (بّي إف سي) في عام 1992، وأصبحت منظمة ضغط ودعم قانوني بشكل رئيسي للعابرين في المملكة المتحدة.
أدارت بيرنز شركة استشارات لتكنولوجيا المعلومات «تشيشر لاستشارات الحاسوب» وكانت سكرتيرة الفرع المحلي لحزب المحافظين في عام 1992. انضمت بيرنز إلى ضغط من أجل التغيير في عام 1993، لكنها أعلنت عن خلفيتها كمُصحَّحة الهوية الجنسية في عام 1995. حافظت على خصوصيتها المبدئية عندما اعتمدت حملات بّي إف سي المبكرة على الورق، وبذلك كان دورها متدني. استمرت لتصبح شخصية قيادية في الحصول على اعتراف قانوني للعابرين.
أنشأت موقع بّي إف سي على الويب كصفحات فرعية ضمن صفحتها الرئيسية على كومبيوسيف، واحدة من أولى مواقع الحملات والمعلومات المهمة عن الأقليات على الويب. ابتكرت- بصفتها محررة الموقع- شعار بّي إف سي المُلغى حاليا «لا تسعى كثيرا ولكن ليس أقل مما تعتبره بديهيًا». حجزت بيرنز ومديرة الويب الجديدة لـ بّي إف سي كلير ماكناب اسم موقع الكتروني بعنوان www.pfc.org.uk ونقلوا الصفحات الموجودة إلى مخدم تجاري في منتصف عام 1997.
انضمت بيرنز بصفتها ممثلة بّي إف سي إلى المنتدى البرلماني حول التصحيح الجنسي، بعد فترة وجيزة من إنشائه في أوائل عام 1995، وانتُخبت أيضا لعضوية مجلس إدارة السياسة العامة لمنظمة حقوق الإنسان، في مجموعة الحرية.